# Саган-Сэцэн
Санан-Сэцэн (полное имя и титул — Саган Эрхэ Сэцэн хунтайджи; 1604 — после 1662) — монгольский летописец, удельный князь в Ордосе.

## Биография
Саган Сэцэн происходил из племени ордосских монголов, его отец являлся племянником Алтан-хана. Когда ему было всего 17 лет, Саган Сэцэн стал военным и административным помощником Лигдэн-хана. Последний дал ему титул Сэцэн-хунтайджи. 

## Политические взгляды
Сочувствовал чахарскому хану Лигдэну в его антиманьчжурской борьбе, из-за чего у ордосских монголов возникла легенда о сопротивлении Санана Сэцэна маньчжурам и гибели его от руки маньчжурского посланца.

## Летопись
В 1662 году составил обширную летопись «Эрденийин тобчи» («Драгоценная пуговица»), являющегося важнейшим источником по изучения истории Монголии в Средние века. Также написал биографии Будды и Годана. 